# Hveragerði
Hveragerði (kiejtése: ˈkʰvɛːraˌcɛrðɪ) önkormányzat és város Izland Déli régiójában. Nevét az itt található geotermikus mezőről kapta.
Itt van a Hamar labdarúgócsapat székhelye.

## Története

### Megalapítása
Hveragerð falut 1929-ben, Hveragerðishreppurt pedig 1946-ban alapították; utóbbi 1987-ben önkormányzati rangot kapott.

### Növekedése
Hveragerði népessége 1941-ben 146, 1946-ban pedig 400 fő volt; a lakosságszám a továbbiakban lassabb mértékben növekedett, 2016-ra elérte a 2476 főt. A népességszám növekedéséhez hozzájárult a geotermikus energia felhasználása főzéshez, sütéshez és vízmelegítéshez (a módszert korábban Ölfusban már alkalmazták). A második világháború idején jelentős volt az üdülőépületek száma: a teleknyilvántartás 1941-ben 37 lakóházat és 19 nyaralót számlált.
Ölfushreppur polgármesteri hivatala 1930-ban a Guðjón Samúelsson által tervezett épületben nyílt meg; a létesítmény ma étteremként funkcionál.
Az oktatási törvény 1907-es elfogadását követően a Kotströndben és Hjallában működő iskolákat Hveragerðiba költöztették. 1937-ben a korábbi árvaház épületében internátus nyílt; 1943-ban iskolabuszt vásároltak, azóta az oktatás hagyományos munkarendben folyik. Árný Filippusdóttir az 1935–36-os tanévben leányiskolát nyitott, amely 1947-ben új épületbe költözött, 1972-ben pedig kettévált. 1988-ban a két intézményt újra összevonták.
A helyi sportklubot 1934-ben alapították. A létesítmények felépülését az 1987 végén indított szerencsejátékból finanszírozták volna, azonban a költségek meghaladták a bevételeket, a klub pedig 1992-ben csődbe ment. A Hamar klubot ugyanezen évben alapították.
A két fázisban (1938-ban és 1945-ben) átadott uszoda kialakításában önkéntesek is közreműködtek.

### Kereskedelem
A térség első gyapjúfeldolgozója 1902-ben nyílt meg; az 1912-ig működő üzem épületét 1915-ben lebontották. Ölfusréttir közvilágítása 1907-ben épült ki. Az 1928-ban megnyílt tejüzem 1938-ig működött.
A kormány Reykirben 1930 és 1938 között TBC-kórházat tartott fenn. A reykjavíki kertészeti iskola hallgatói között jelentős számban voltak a Hveragerðiből származó munkások. Az 1940-es és 1950-es években számos üvegház volt a térségben; ekkor fellendült a kertészeti termékek kereskedelme. A legnépszerűbb ilyen létesítmény a 2011-ben leégett „Éden” volt.
Az első üzletet 1938-ban nyitotta meg Kaupfélag Árnesinga. 1946-tól pékség, 1962-től pedig bank is működött. Az Izlandi Természetgyógyászati Társaság gyógyfürdője 1955-ben nyílt meg.
1952-ben az Árnessýsla megyei tanács kettő házat vásárolt, hogy azokban idősotthont alakítsanak ki. A Kjörís jégkrémgyártót 1969-ben alapították.
1986-ban hatezer négyzetméteren vidámparkot nyitottak, ahol csónakkikötőt és lőteret is kialakítottak, de a térségben megjelenő utazó vidámpark népszerűsége miatt 1994 tavaszán bezárt. Az épületben piacot, a csónakkikötőben pedig horgászstéget alakítottak ki. Az egykori létesítményben 1995-ben karácsonyi falut alakítottak ki, később pedig pünkösdista templom és lovarda volt itt.

### A második világháborúban
Az ország szövetségesek általi megszállásakor a brit hadsereg első izlandi repülőterét Kaldaðarnes falu közelében nyitotta meg, ahol később légvédelmi rendszert is kiépítettek.

## Éghajlat
| Hónap                                   | Jan.  | Feb.  | Már.  | Ápr.  | Máj. | Jún. | Júl. | Aug. | Szep. | Okt. | Nov.  | Dec.  | Év    |
| --------------------------------------- | ----- | ----- | ----- | ----- | ---- | ---- | ---- | ---- | ----- | ---- | ----- | ----- | ----- |
| Rekord max. hőmérséklet (°C)            | 8,2   | 9,0   | 8,6   | 15,1  | 19,2 | 24,0 | 23,3 | 21,0 | 18,5  | 13,0 | 10,9  | 10,5  | 24,0  |
| Átlagos max. hőmérséklet (°C)           | 2,2   | 2,2   | 2,2   | 5,0   | 9,3  | 12,2 | 14,0 | 13,2 | 10,3  | 6,3  | 3,8   | 2,4   | 7,0   |
| Átlaghőmérséklet (°C)                   | −0,2  | −0,1  | 0,0   | 2,2   | 6,2  | 9,0  | 10,8 | 10,3 | 7,6   | 4,3  | 1,8   | 0,1   | 4,4   |
| Átlagos min. hőmérséklet (°C)           | −2,7  | −2,6  | −2,6  | −0,1  | 3,8  | 6,7  | 8,6  | 8,3  | 5,4   | 2,1  | −0,3  | −2,1  | 2,1   |
| Rekord min. hőmérséklet (°C)            | −14,4 | −12,7 | −14,9 | −10,1 | −7,3 | −1,3 | 2,1  | 0,9  | −3,1  | −7,1 | −11,2 | −13,7 | −14,9 |
| Átl. páratartalom (%)                   | 139   | 140   | 146   | 110   | 127  | 113  | 142  | 159  | 138   | 149  | 133   | 146   | 137   |
| Havi napsütéses órák száma              | 18    | 46    | 101   | 148   | 159  | 151  | 142  | 125  | 112   | 81   | 40    | 14    | 1137  |
| Forrás: Izlandi Meteorológiai Szolgálat |       |       |       |       |      |      |      |      |       |      |       |       |       |

## A 2008-as földrengés
2008. május 29-én délután három másodperc különbséggel kettő, körülbelül 6,3-as erősségű földrengés rázta meg a környéket; epicentrumuk az Ingólfsfjall vulkán alatt, illetve Krossi település közelében volt. A rengések következtében több út felülete is megrongálódott, a házak ablakai kitörtek, az italboltban pedig az üvegek leestek a polcokról. A helyi általános iskolában elsősegélypontot állítottak fel, a rendőrség pedig felszólította a lakosságot, hogy maradjanak szabadtéren.
A földmozgás következtében a településen található geotermikus mező jelentősen lehűlt.

## Geotermikus energia
Izland geotermikus forrásait alacsony és magas (200°C felett) hőmérsékletű kategóriákra osztják; Hveragerði az utóbbiba tartozik.
1906-ban egy turista a forró vizes forrásba esett és meghalt. 1906-ban a forrás vizének felhasználásával erőművet építettek, amely az 1907-ben kialakított közvilágításhoz szükséges áramot is szolgáltatta. Az első geotermikus kutat 1940-ben fúrták, ez a fagrahvammuri üvegháznak biztosított áramot.

### Magánjellegű hasznosítása
1950-re Bláskógar és Heiðmörk lakóházait is geotermikus hővel fűtötték. 1946-ban az újonnan alakult önkormányzat területén 49 méter mélyre fúrtak; 1952-ben a mezőgazdasági minisztérium a felhasználásra szabadalmat jegyeztetett be. Az amortizációs és a szennyeződések miatt a hálózatot évente javítani kellett.
1946 és 2001 között 16 geotermikus kutat fúrtak. 2004-ben a hasznosítás jogát eladták az Orkuveita Reykjavíkur vállalatnak. 2010-ben tárgyalásokat folytattak a visszavásárlásról, azonban ezek eredménytelenül zárultak.

## Testvérvárosok
Hveragerði testvértelepülései:
- Äänekoski, Finnország
- Ikast-Brande, Dánia
- Örnsköldsvik, Svédország
- Sigdal, Norvégia
- Tarp, Németország

## Fordítás
- Ez a szócikk részben vagy egészben  a   Hveragerðisbær című izlandi Wikipédia-szócikk ezen változatának fordításán alapul.  Az eredeti cikk szerkesztőit annak laptörténete sorolja fel. Ez a jelzés csupán a megfogalmazás eredetét és a szerzői jogokat jelzi, nem szolgál a cikkben szereplő információk forrásmegjelöléseként.
- Ez a szócikk részben vagy egészben  a   Hveragerði című angol Wikipédia-szócikk ezen változatának fordításán alapul.  Az eredeti cikk szerkesztőit annak laptörténete sorolja fel. Ez a jelzés csupán a megfogalmazás eredetét és a szerzői jogokat jelzi, nem szolgál a cikkben szereplő információk forrásmegjelöléseként.